# Jedľové Kostoľany
Jedľové Kostoľany – wieś (obec) na Słowacji, w kraju nitrzańskim, w powiecie Zlaté Moravce w Górach Szczawnickich.